# Jesse James Hollywood
Jesse James Hollywood (Los Ángeles, California, 28 de enero de 1980) es un criminal estadounidense. Fue un adolescente acaudalado, traficante de marihuana y fugitivo. A los 20 años llegó a ser uno de los más jóvenes en aparecer en la lista de los diez más buscados por el FBI.
Gracias al tráfico de drogas, y otras actividades delictivas, fue capaz de comprar una propiedad de 200.000 dólares en San Fernando Valley al Sur de California y numerosos coches exóticos. 
El 8 de julio de 2009 fue hallado culpable por ordenar el secuestro y posterior asesinato de Nicholas Markowitz y condenado a cadena perpetua sin posibilidad de libertad condicional.

## Asesinato
Benjamin Markowitz trabajó para Hollywood como vendedor de drogas, y lo ayudó en diversos "trabajos", a lo largo de esta relación Benjamin contrajo una deuda de $1.200 con James. Markowitz amenazó con revelar una estafa al seguro por parte Hollywood de $36,000, quien se benefició del cobro de seguro de robo de uno de sus coches deportivos, que fue desmontado y vendido por piezas realmente.
El 6 de agosto de 2000, Hollywood y sus amigos, planearon hacer frente a Benjamin, pero de camino a su casa, encontraron al medio hermano menor de Benjamin de 15 años de edad, Nicholas Markowitz, y decidieron raptarlo. Nicholas no se dio cuenta del peligro real que corría, y pasó varios días conviviendo y de fiesta con sus raptores. Hollywood consultó al abogado de su familia sobre la pena que podría caerle tras el rapto de Nicholas, el abogado le contestó que con toda seguridad le caería cadena perpetua si el chico era liberado. Al ver esto, Hollywood decidió que no podía dejar ir a Nicholas. El 8 de agosto de 2000, en las montañas del norte de Goleta, California, Nicholas fue atado, amordazado, y asesinado con una ametralladora por gente del grupo de Hollywood. El cuerpo de Nicholas fue descubierto por unos senderistas el 12 de agosto. Hollywood evitó ser capturado y escapó de EE. UU., pero el resto de los implicados en el secuestro fueron capturados.

## Captura
Jesse James Hollywood fue detenido el 8 de marzo de 2005 en el pequeño poblado de Saquarema, ubicado aproximadamente a una hora de distancia hacia el este de Río de Janeiro, Brasil.
La captura se dio gracias a información enviada por las autoridades americanas, que informaron de la intención de Hollywood en encontrarse con una prima en un centro comercial al aire libre. Durante su estadía en Brasil, Hollywood, que utilizó una identidad falsa bajo el nombre de Michael Costa Giroux, habría tenido por lo menos 3 direcciones. Siendo una de ellas en el barrio de Copacabana, Río de Janeiro; donde supuestamente conoció a Marcia Reis, una brasileña de 35 años con la que inició una relación y pasó a residir, y que en el momento de su captura se encontraba embarazada.
Las autoridades brasileñas alertaron a la justicia norteamericana de que si Hollywood tenía un bebé en territorio brasileño sería problemático llevar a cabo una deportación. Los agentes norteamericanos y brasileños trabajaron juntos hasta llegar a la conclusión de que Hollywood se vería con una prima a la que no veía desde hace 10 años en un centro comercial cerca de la playa.
Hollywood fue entregado al FBI quien lo custodiaría a lo largo del país hasta llegar a Los Ángeles el 10 de marzo de 2005. La policía sospecha que Jack Hollywood padre de Hollywood, ayudó a su hijo a escapar del país. En su libro de correspondencia basado en América del Sur Five Years, Christian Kracht y David Woodard discuten con frecuencia la situación de Hollywood entre los años 2004 y 2006.: 205–206 

## Alpha Dog
En enero de 2007, la película Alpha Dog, basada en la vida de Jesse Hollywood y el secuestro y asesinato de Nicholas Markowitz, fue premiada en el festival de Sundance. En el reparto de la película Emile Hirsch interpreta a Hollywood (bajo el nombre de Johnny Truelove), participan además Justin Timberlake, Bruce Willis, Sharon Stone, Ben Foster y Harry Dean Stanton. Universal Studios tenía previsto el lanzamiento de la película para mayo de 2006, pero el estreno final fue atrasado hasta el 12 de enero del año siguiente.
Durante el rodaje, la dirección del distrito de Santa Bárbara, facilitaron información real del caso, revelando incluso información confidencial hasta la fecha, de todos los documentos que disponían, para dar mayor fidelidad a la cinta.
El retraso del estreno se debió al juicio de James, ya que su abogado creía que podría influir en el veredicto.

## Condena
Jesse James Hollywood fue hallado culpable el miércoles 8 de julio de 2009 por el secuestro y asesinato de Nicholas Markowitz.
Luego de deliberar durante unos cuatro días, el jurado de la Corte Superior de Santa Bárbara determinó también que Hollywood, de 29 años, es culpable de un cargo circunstancial y especial, al estar involucrado en un crimen en que se usó un arma de asalto. Ello lo podría hacer merecedor de la pena de muerte.
Hollywood permaneció impávido con la vista al frente mientras se leía el veredicto. "No puedo creer que lo hayan encontrado culpable de aquel asesinato", dijo su padre Jack Hollywood, fuera de los tribunales.
Los padres de la víctima se dijeron aliviados pero se negaron a emitir más comentarios, por una orden emitida por el juez, a fin de que no dieran declaraciones sobre el caso. Finalmente el 5 de febrero de 2010, fue condenado a prisión de por vida sin posibilidad de libertad condicional. 